# Too Late the Hero
Too Late the Hero (bra: Assim Nascem os Heróis; prt: Assim Nasce um Herói) é um filme estadunidense de 1970, um drama de ação e guerra dirigido por Robert Aldrich, com roteiro de Robert Sherman, Lukas Heller e do próprio Aldrich e banda sonora de Gerald Fried.

## Sinopse
Sul do Pacífico, 1942, relutante oficial americano fluente em japonês é enviado a uma ilha onde ingleses e japoneses se puseram em xeque, com campos minados. A missão, destruir uma rádio ali instalada.

## Elenco
- Michael Caine ....... soldado Tosh Hearne
- Cliff Robertson ..... tenente Sam Lawson
- Ian Bannen ....... soldado Jock Thornton
- Harry Andrews ....... coronel Thompson
- Ronald Fraser ....... soldado Campbell
- Denholm Elliott ....... capitão Hornsby
- Lance Percival ....... cabo McLean
- Percy Herbert ....... sargento Johnstone
- Patrick Jordan ....... sargento major
- William Beckley ....... soldado Currie
- Martin Horsey  ..... soldado Griffiths
- Michael Parsons ....... soldado Rafferty
- Sean MacDuff  ..... soldado Rogers
- Henry Fonda ....... capitão John G. Nolan
- Ken Takakura ....... major Yamaguchi